# Jalesense Atlético Clube
Il Jalesense Atlético Clube, noto anche semplicemente come Jalesense, è una società calcistica brasiliana con sede nella città di Jales, nello stato di San Paolo.

## Storia
Il club è stato fondato il 3 gennaio 1960. Ha vinto il Campeonato Paulista Série B2 nel 2003.

## Palmarès

### Competizioni statali
- Campeonato Paulista Série B2: 1

2003